# Liste der Staatsoberhäupter 1504
Übersicht
◄◄ | ◄ | 1500 | 1501 | 1502 | 1503 | Liste der Staatsoberhäupter 1504 | 1505 | 1506 | 1507 | 1508 | ► | ►►

Weitere Ereignisse

## Afrika
- (Abdalwadiden) (im heutigen West-Algerien, Hauptstadt Tlemcen)
  - Sultan: Abu Abdallah Muhammad VII. (1469–1504)
  - Sultan: Abu Abdallah Muhammad VIII. (1504–1517)

- Adal
  - Sultan: Muhammad ibn Azhar ad-Din (1488–1518)

- Ägypten (Burdschiyya-Dynastie)
  - Sultan: Al Aschraf Qansuh II. Al-Ghuri (1501–1516)

- Äthiopien
  - Kaiser (Negus Negest): Na’od I. (1494–1508)

- Bornu (im heutigen Niger) (Sefuwa-Dynastie)
  - König/Mai: Idris II. (1497–1515)

- Ifriqiya (Ost-Algerien, Tunesien) (Hafsiden)
  - Kalif: Muhammad V. (1493–1526)

- Jolof (im heutigen Senegal)
  - Buur-ba Jolof: Bukaar Biye-Sungule (1492–1527)

- Kano
  - Emir: Abdullah (1499–1509)

- Kongo
  - Mani-Kongo: Nzinga á Nkuwu (João I.) (1470–1509)

- Marokko (Wattasiden)
  - Sultan: Muhammad asch-Schaich al-Mahdi (1465–1505)

- Munhumutapa-Reich
  - Herrscher: Kakuyo Komunyaka (1494–um 1530)

- Sultanat von Sannar (im heutigen Sudan)
  - Sultan: Amara Dunqas (1503–1533/34)

- Songhaireich (in Westafrika)
  - Herrscher: Mohommed Ture der Große (1493–1528)

## Amerika
- Aztekenreich
  - Tlatoani: Moctezuma II. (1502–1520)

- Inkareich
  - König: Huayna Cápac (1493–1527)

## Asien
- China (Ming-Dynastie)
  - Kaiser: Hongzhi (1487–1505)

- Indien
  - Ahom (Assam)
    - König: Suhungmung (1497–1539)

  - Dekkan-Sultanate (in Zentralindien)
    - Ahmadnagar
      - Sultan: Malik Ahmad Shah I. (1490–1510)

    - Berar
      - Sultan: Imad-ul-Mulk (1490–1504)
      - Sultan: Aladdin Imad Shah (1504–1529)

    - Bidar
      - Sultan: Qasim Barid I. (1489–1504)
      - Sultan: Amir Barid I. (1504–1542)

    - Bijapur
      - Sultan: Yusuf Adil Shah (1490–1510)

  - Delhi
    - Sultan: Sikandar II. Lodi (1489–1517)

  - Vijayanagar (in Südindien)
    - König: Viranarasimha Raya (1503–1509)

- Japan
  - Kaiser: Go-Kashiwabara (1500–1526)
  - Shōgun (Ashikaga): Ashikaga Yoshizumi (1494–1508)

- Korea (Joseon-Dynastie)
  - König: Yeonsangun (1494–1506)

- Osmanisches Reich: siehe Europa

- Persien 
  - Timuriden
    - Sultan: Husain Bayqara (1469–1506)

  - Safawiden
    - Schah: Ismail I. (1501–1524)

- Thailand
  - König: Rama Thibodi II. (1491–1529)

- Vietnam (Hậu Lê Dynastie)
  - König: Lê Hiến Tông (1497–1504)
  - König: Lê Túc Tông (1504)

## Europa
- Andorra
  - Co-Fürsten:
    - König von Navarra: Katharina von Navarra (1483–1517)
    - Bischof von Urgell: Pere de Cardona (1472–1515)

- Dänemark (1397–1523 Personalunion mit Norwegen und Schweden Kalmarer Union)
  - König: Johann I. (1481–1513)

- Deutschordensstaat
  - Hochmeister: Friedrich von Sachsen (1498–1510)

- England
  - König: Heinrich VII. (1485–1509)

- Frankreich
  - König: Ludwig XII. (1498–1515)
  - Bretagne
    - Herzogin: Anna (1488–1514)

- Heiliges Römisches Reich
  - König: Maximilian I. (1486/93–1519) (ab 1508 Kaiser)
  - Kurfürstentümer
    - Erzstift Köln
      - Erzbischof: Hermann von Hessen (1480–1508) (1498–1508 Administrator von Paderborn)

    - Erzstift Mainz
      - Erzbischof: Berthold von Henneberg (1484–1504)
      - Erzbischof: Jakob von Liebenstein (1504–1508)

    - Erzstift Trier
      - Erzbischof: Jakob von Baden (1503–1511)

    - Böhmen
      - König: Vladislav II. (1471–1516)

    - Brandenburg
      - Kurfürst: Joachim I. Nestor (1499–1535)

    - Kurpfalz
      - Kurfürst: Philipp der Aufrichtige (1476–1508)

    - Sachsen (Ernestiner)
      - Kurfürst: Friedrich III. der Weise (1486–1525)

  - geistliche Fürstentümer
    - Hochstift Augsburg
      - Bischof: Friedrich von Zollern (1486–1505)

    - Hochstift Bamberg
      - Bischof: Georg Marschall von Ebnet (1503–1505)

    - Hochstift Basel
      - Bischof: Christoph von Utenheim (1503–1527)

    - Erzstift Besançon
      - Erzbischof: Antoine de Vergy (1502–1541)

    - Hochstift Brandenburg
      - Bischof: Joachim von Bredow (1485–1507)

    - Erzstift Bremen
      - Erzbischof: Johann Rode (1497–1511)

    - Hochstift Brixen
      - Bischof: Melchior von Meckau (1488–1509)

    - Erzstift Cambrai
      - Bischof: Jacques de Croÿ (1503–1516)

    - Hochstift Cammin
      - Bischof: Martin Karith (1498–1521)

    - Hochstift Chur
      - Bischof: Heinrich von Hewen (1491–1505)

    - Abtei Corvey
      - Abt: Hermann von Bömelburg (1478–1504)
      - Abt: Franz von Ketteler (1504–1547)

    - Hochstift Eichstätt
      - Bischof: Gabriel von Eyb (1496–1535)

    - Fürstpropstei Ellwangen
      - Propst: Albrecht VI. Thumb von Neuburg (1503–1521)

    - Hochstift Freising
      - Bischof: Philipp von der Pfalz (1499–1541) (1497–1499 Administrator von Freising, 1517–1541 Administrator von Naumburg)

    - Abtei Fulda
      - Abt:  Johann II. von Henneberg-Schleusingen (1472–1513)

    - Hochstift Genf
      - Bischof: Philipp von Savoyen (1495–1509)
      - Administrator: Aymon de Montfalcon (1497–1509) (1491–1517 Bischof von Lausanne)

    - Hochstift Halberstadt
      - Administrator: Ernst II. von Sachsen (1479–1513) (1476–1513 Erzbischof von Magdeburg)

    - Hochstift Havelberg
      - Bischof: Johannes von Schlabrendorff (1501–1520)

    - Hochstift Hildesheim
      - Bischof: Johannes von Sachsen-Lauenburg (1503/4–1527)

    - Fürststift Kempten
      - Abt: Johann von Riedheim (1481–1507)

    - Hochstift Konstanz
      - Bischof: Hugo von Hohenlandenberg (1496–1530, 1531–1532)

    - Hochstift Lausanne
      - Bischof: Aymon de Montfalcon (1491–1517) (1497–1509 Administrator von Genf)

    - Hochstift Lübeck
      - Bischof: Dietrich Arndes (1492–1506)

    - Hochstift Lüttich
      - Bischof: Johann von Hoorn (1483–1505)

    - Erzstift Magdeburg
      - Erzbischof: Ernst von Sachsen (1476–1513) (1479–1513 Administrator von Halberstadt)

    - Hochstift Meißen
      - Bischof: Johann von Saalhausen (1486/7–1518)

    - Hochstift Merseburg
      - Bischof: Thilo von Trotha (1466–1514)

    - Hochstift Metz
      - Bischof: Heinrich von Lothringen-Vaudemont (1485–1505)

    - Hochstift Minden
      - Bischof: Heinrich von Schaumburg (1473–1508)

    - Hochstift Münster
      - Bischof: Konrad von Rietberg (1497–1508) (1482–1497 Bischof von Osnabrück, 1497–1508 Administrator von Osnabrück)

    - Hochstift Naumburg
      - Bischof: Johann von Schönberg (1492–1517)

    - Hochstift Osnabrück
      - Administrator: Konrad von Rietberg (1482–1508) (1482–1497 Bischof, 1497–1508 Bischof von Münster)

    - Hochstift Paderborn
      - Administrator: Hermann von Hessen (1498–1508) (1480–1508 Erzbischof von Köln)

    - Hochstift Passau
      - Bischof: Wiguleus Fröschl von Marzoll (1500–1517)

    - Hochstift Ratzeburg
      - Bischof: Johannes Parkentin (1479–1511)

    - Hochstift Regensburg
      - Bischof: Ruprecht von Pfalz-Simmern (1492–1507)

    - Erzstift Salzburg
      - Erzbischof: Leonhard von Keutschach (1495–1519)

    - Hochstift Schwerin
      - Bischof: Johannes von Thun (1504–1506)

    - Hochstift Sitten
      - Bischof: Matthäus Schiner (1499–1522)

    - Hochstift Speyer
      - Bischof: Ludwig von Helmstatt (1478–1504)
      - Bischof: Philipp von Rosenberg (1504–1513)

    - Hochstift Straßburg
      - Bischof: Albrecht von Pfalz-Mosbach (1478/79–1506)

    - Hochstift Toul
      - Bischof: Olry de Blâmont (1498–1506) (1495–1498 Administrator von Toul)

    - Hochstift Trient
      - Bischof: Ulrich von Liechtenstein (1493–1505)

    - Hochstift Utrecht
      - Bischof: Friedrich von Baden (1496–1517)

    - Hochstift Verden
      - Bischof: Christoph von Braunschweig-Wolfenbüttel (1502–1558) (1500–1511 Koadjutor von Bremen, 1511–1558 Erzbischof von Bremen)

    - Hochstift Verdun
      - Bischof: Warry de Dommartin (1500–1508) (1499–1500 Koadjutor von Verdun)

    - Hochstift Worms
      - Bischof: Reinhard von Rüppurr (1504–1524/33)

    - Hochstift Würzburg
      - Bischof: Lorenz von Bibra (1495–1519)

  - weltliche Fürstentümer
    - Baden
      - Markgraf: Christoph I. (1475–1515)

    - Bayern
      - Herzog: Albrecht IV. (1465–1508)

    - Brandenburg-Ansbach (Personalunion mit Kulmbach 1495–1515)
      - Markgraf: Friedrich II. der Ältere (1486–1515)

    - Brandenburg-Kulmbach (Personalunion mit Ansbach 1495–1515)
      - Markgraf: Friedrich II. der Ältere (1495–1515)

    - Herzogtum Braunschweig-Lüneburg
      - Fürstentum Calenberg(-Göttingen)
        - Herzog: Erich I. (1495–1540)

      - Fürstentum Grubenhagen
        - Herzog: Philipp I. (1485–1551)

      - Fürstentum Lüneburg
        - Herzog: Heinrich I. der Mittlere (1486–1520)

      - Fürstentum Braunschweig-Wolfenbüttel
        - Herzog: Heinrich I. der Ältere (1491–1514)

    - Hanau
      - Hanau-Lichtenberg
        - Graf: Philipp II. (1480–1504)
        - Graf: Philipp III. (1504–1538)

      - Hanau-Münzenberg
        - Graf: Reinhard IV. (1496/1500–1512)

    - Hessen
      - Landgraf: Wilhelm II. (1493–1509)

    - Hohenzollern
      - Graf: Eitel Friedrich II. (1488–1512)

    - Jülich-Berg(-Ravensberg)
      - Herzog: Wilhelm IV. (1475–1511)

    - Kleve-Mark
      - Herzog: Johann II. (1481–1521)

    - Lippe
      - Herr: Bernhard VII. (1429–1511)

    - Lothringen
      - Herzog: René II. (1473–1508)

    - Mecklenburg (1503–1508/20 gemeinsame Herrschaft)
      - Herzog: Albrecht VII. (1503–1547, Güstrow)
      - Herzog: Balthasar (1503–1507, Schwerin)
      - Herzog: Erich II. (1503–1508, Schwerin)
      - Herzog: Heinrich V. (1503–1552, Schwerin)

    - Nassau
      - ottonische Linie
        - Nassau-Beilstein
          - Graf: Johann II. (1499–1513)

        - Nassau-Breda
          - Graf: Engelbert II. (1475–1504)
          - Graf: Heinrich III. (1504–1538)

        - Nassau-Dillenburg
          - Graf: Johann V. (1475–1516)

      - walramische Linie
        - Nassau-Saarbrücken
          - Graf: Johann Ludwig I. (1472–1545)

        - Nassau-Weilburg
          - Graf: Ludwig I. (1492–1523)

        - Nassau-Wiesbaden-Idstein (gemeinsame Herrschaft)
          - Graf: Philipp (1480–1509) (in Idstein)
          - Graf: Adolf III. (1480–1511) (in Wiesbaden)

    - Oldenburg
      - Graf: Johann V. (1482–1526)

    - Ortenburg
      - Graf: Wolfgang I. (1490–1519)

    - Ostfriesland
      - Graf: Edzard I. (1491–1528)

    - Pfalz (Kurlinie siehe unter Kurfürstentümer)
      - Pfalz-Simmern
        - Pfalzgraf: Johann I. der Ältere (1480–1509)

      - Pfalz-Zweibrücken
        - Pfalzgraf: Alexander (1490–1514)

    - Pommern
      - Herzog: Bogislaw X. der Große (1474/1478–1523)

    - Sachsen (Albertiner)
      - Herzog: Georg der Bärtige (1500–1539)

    - Sachsen-Lauenburg (Askanier)
      - Herzog: Johann IV. (1463–1507)

    - Schleswig-Holstein (Schleswig gehörte nicht zum HRR, sondern war Teil Dänemarks)
      - herzoglicher Teil
        - Herzog: Friedrich I. (1482–1533) (1523–1533 König von Dänemark, 1524–1533 König von Norwegen)

      - königlicher Teil
        - Herzog: Johann I. (1482–1513) (1481–1513 König von Dänemark, 1481–1513 König von Norwegen, 1497–1501 König von Schweden)

    - Württemberg
      - Herzog: Ulrich (1498–1519, 1534–1550)
- Italienische Staaten
  - Ferrara, Modena und Reggio
    - Herzog: Ercole I. d’Este (1471–1505)

  - Genua (1499–1507 unter französischer Herrschaft)
  - Kirchenstaat
    - Papst: Julius II. (1503–1513)

  - Mailand
    - Herzog: Ludwig XII. von Frankreich (1499–1500, 1500–1512)

  - Mantua (Gonzaga)
    - Markgraf: Gianfrancesco II. Gonzaga (1484–1519)

  - Massa und Carrara
    - Markgraf: Antonio Alberico II. Malaspina (1481–1519)

  - Montferrat
    - Markgraf: Wilhelm XI. (1494–1518)

  - Neapel (1503–1707/14 zu Aragon bzw. Spanien)
    - König: Ferdinand II. von Aragón (1503–1516)
    - Vizekönig: Gonzalo Fernández de Córdoba y Aguilar (1503–1507)

  - Piombino
    - Herr: Iacopo IV. Appiano (1474–1510)

  - Saluzzo
    - Markgraf: Ludwig II. (1475–1504)
    - Markgraf: Michael Anton (1504–1528)

  - Savoyen
    - Herzog: Philibert II. (1497–1504)
    - Herzog: Karl III. (1504–1553)

  - Sizilien (1412–1713 zu Aragon bzw. Spanien)
    - König: Ferdinand II. von Aragón (1479–1516)
      - Vizekönig: Juan de Lanuza (1495–1507)

  - Urbino
    - Herzog: Guidobaldo I. da Montefeltro (1482–1508)

  - Venedig
    - Doge: Leonardo Loredan (1501–1521)

- Johanniter-Ordensstaat auf Rhodos
  - Großmeister: Emery d’Amboise (1503–1512)

- Livland
  - Landmeister: Wolter von Plettenberg (1494–1535)

- Moldau
  - Fürst: Ștefan cel Mare (1457–1504)
  - Fürst: Bogdan III. cel Orb (1504–1517)

- Monaco
  - Seigneur: Jean II. (1494–1505)

- Montenegro
  - Fürst: Ivan II. Crnojević (1498–1515)

- Moskau
  - Großfürst: Iwan III. (1462–1505)

- Navarra
  - Königin: Katharina (1484–1512/17)
  - König: Johann III. d’Albret (1484–1512/16) (iure uxoris)

- Norwegen (1397–1523 Personalunion mit Dänemark und Schweden Kalmarer Union)
  - König: Johann I. (1481–1513)

- Osmanisches Reich
  - Sultan: Bayezid II. (1481–1512)

- Polen
  - König: Alexander (1501–1506)

- Portugal
  - König: Manuel I. (1495–1521)

- Schottland
  - König: Jakob IV. (1488–1513)

- Schweden (1397–1523 Personalunion mit Dänemark und Norwegen Kalmarer Union; 1501–1520 Herrschaft von schwedischen Reichsverwesern)
  - Reichsverweser: Svante Sture (1504–1512)

- Spanische Staaten
  - Aragon
    - König: Ferdinand II. (1479–1516) (1474–1504 König von Kastilien, 1506–1516 Regent von Kastilien, 1512–1516 König von Navarra, 1504–1516 König von Neapel)

  - Kastilien
    - Königin: Isabella I. (1474–1504)
    - König: Ferdinand II. von Aragón (1474–1504) (de iure uxoris) (1506–1516 Regent von Kastilien, 1479–1516 König von Aragón und Sizilien, 1512–1516 König von Navarra, 1504–1516 König von Neapel)
    - Königin: Johanna die Wahsinnige (1504–1555)
    - König: Philipp I. der Schöne (1504–1506) (de iure uxoris)

  - Navarra
    - Königin: Katharina (1483–1517)
    - König: Johann III. (1484–1516) (de iure uxoris)

- Ungarn
  - König: Wladyslaw II. (1490–1516)

- Walachei
  - Fürst: Radu cel Mare (1495–1508)